# Rocavion
Rocavion (en italià Roccavione, en piemontès Rocavion) és un municipi italià, a la Val Ges, dins de les Valls Occitanes, a la regió del Piemont. Limita amb els municipis del Borg Sant Dalmatz, Bueves, Roascha, Robilante i Valdieri. L'any 2007 tenia 2.860 habitants.

## Administració
| Període | Identitat       | Partit        |
| ------- | --------------- | ------------- |
| 2004-   | Arnaldo Giraudo | Llista cívica |